# WTA 125
WTA 125 este o serie internațională de turnee profesioniste de tenis feminin organizate de Asociația de Tenis pentru Femei (WTA). A fost fondată în 2012. Turneele WTA 125 sunt punctate în clasamentul WTA, ceea ce permite jucătoarelor de succes să avanseze mai repede la cel mai înalt nivel – calificări și competiții majore ale Turului WTA.
Vezi sezonul curent Turnee WTA 125 în 2024.

## Distribuția punctelor
| Probă         | C   | F  | SF | QF | R16 | R32 | R48/R64 | R128 | Q   | Q2  | Q1  |
| ------------- | --- | -- | -- | -- | --- | --- | ------- | ---- | --- | --- | --- |
| Simplu (128S) | 160 | 95 | 75 | 57 | 40  | 30  | 20      | 2    | N/A | N/A | N/A |
| Simplu (48S)  | 160 | 95 | 57 | 29 | 15  | 8   | 1       | N/A  | 4   | N/A | 1   |
| Simplu (32S)  | 160 | 95 | 57 | 29 | 15  | 1   | N/A     | N/A  | 6   | 4   | 1   |
| Dublu (32D)   | 160 | 95 | 75 | 57 | 40  | 2   | N/A     | N/A  | N/A | N/A | N/A |
| Dublu (16D)   | 160 | 95 | 57 | 29 | 1   | N/A | N/A     | N/A  | N/A | N/A | N/A |
| Dublu (8D)    | 160 | 95 | 57 | 1  | N/A | N/A | N/A     | N/A  | N/A | N/A | N/A |